# Idaho Springs
Idaho Springs é uma cidade localizada no estado americano de Colorado, no Condado de Clear Creek.

## Demografia
Segundo o censo americano de 2000, a sua população era de 1889 habitantes.
Em 2006, foi estimada uma população de 1797, um decréscimo de 92 (-4.9%).

## Geografia
De acordo com o United States Census Bureau tem uma área de
2,7 km², dos quais 2,7 km² cobertos por terra e 0,0 km² cobertos por água. Idaho Springs localiza-se a aproximadamente 2294 m acima do nível do mar.

## Localidades na vizinhança
O diagrama seguinte representa as localidades num raio de 16 km ao redor de Idaho Springs.